# إدواردو ليال
إدواردو ليال (بالإسبانية: Eduardo Leal)‏ هو لاعب كرة قدم ومدرب كرة قدم تشيلي في مركز الوسط، ولد في 5 يونيو 1991 في سانتياغو في تشيلي. لعب مع نادي أونيفرسيداد كاتوليكا.

## وصلات خارجية
- إدواردو ليال على موقع قاعدة بيانات كرة القدم.إي يو (الإنجليزية)
- إدواردو ليال على موقع Soccerway.com (الإنجليزية)
- إدواردو ليال على موقع AS.com (الإسبانية)